# Evgenij Maskinskov
Evgenij Ivanovič Maskinskov (in russo Евгений Иванович Маскинсков?; Aleksandrovka, 19 dicembre 1930 – 25 gennaio 1985) è stato un marciatore sovietico, campione europeo della 50 km a Stoccolma 1958.

## Biografia
Vinse la medaglia d'argento nella 50 km ai Giochi olimpici di Melbourne 1956.
È stato altresì campione europeo su tale distanza.

## Palmarès
| Anno | Manifestazione  | Sede      | Evento       | Risultato | Prestazione | Note |
| ---- | --------------- | --------- | ------------ | --------- | ----------- | ---- |
| 1956 | Giochi olimpici | Melbourne | Marcia 50 km | Argento   | 4h32'57"0   |      |
| 1958 | Europei         | Stoccolma | Marcia 50 km | Oro       | 4h18'42"0   |      |